# Скоки
Скоки (пољ. Skoki) град је у Пољској у Војводству великопољском. По подацима из 2012. године број становника у месту је био 4146.

## Становништво
| 2012. |
| ----- |
| 4.146 |